# Station Bebington
Bebington is een spoorwegstation in Engeland. 